# Albin Lohikangas
Albin Zackarias Lohikangas (20 agosto 1998) è un calciatore svedese, difensore dell'IFK Värnamo.

## Carriera
Lohikangas è cresciuto nelle giovanili del Brynäs IF e del Gefle. Ha esordito in Allsvenskan con quest'ultimo club, in data 21 settembre 2016: ha sostituito Jacob Ericsson nella sconfitta casalinga per 0-1 subita contro lo Jönköpings Södra. A fine stagione, la squadra è retrocessa in Superettan.
Il 17 agosto 2017, Lohikangas è passato ai norvegesi dell'Egersund con la formula del prestito. Ha disputato una sola partita in 2. divisjon, il successivo 19 agosto: ha sostituito Stian Sleveland nella vittoria casalinga per 4-2 sul Vindbjart.
Terminato il prestito, ha fatto ritorno al Gefle. La squadra è retrocessa in Ettan – all'epoca nota come Division 1 – al termine del campionato 2018. Il 29 agosto 2020 ha trovato la prima rete in campionato, nella vittoria per 3-2 sul Nyköpings BIS.
Il 7 luglio 2022 è stato ufficializzato il passaggio di Lohikangas all'IFK Värnamo, col giocatore che ha firmato un contratto triennale. Il 16 luglio seguente è tornato quindi a calcare i campi dell'Allsvenskan, venendo schierato titolare nella sconfitta per 5-0 patita sul campo del Djurgården.
Il 29 maggio 2023 ha realizzato il primo gol nella massima divisione locale, nel successo per 0-2 arrivato in casa dell'Hammarby.

## Statistiche

### Presenze e reti nei club
Statistiche aggiornate al 12 novembre 2023.
| Stagione           | Club               | Campionato         | Campionato | Campionato | Coppe nazionali | Coppe nazionali | Coppe nazionali | Coppe continentali | Coppe continentali | Coppe continentali | Supercoppe | Supercoppe | Supercoppe | Totale | Totale |
| Stagione           | Club               | Comp               | Pres       | Reti       | Comp            | Pres            | Reti            | Comp               | Pres               | Reti               | Comp       | Pres       | Reti       | Pres   | Reti   |
| ------------------ | ------------------ | ------------------ | ---------- | ---------- | --------------- | --------------- | --------------- | ------------------ | ------------------ | ------------------ | ---------- | ---------- | ---------- | ------ | ------ |
| 2016               | Gefle              | A                  | 2          | 0          | CS              | 1               | 0               | -                  | -                  | -                  | -          | -          | -          | 3      | 0      |
| gen.-ago. 2017     | Gefle              | S                  | 11         | 0          | CS              | 4               | 0               | -                  | -                  | -                  | -          | -          | -          | 15     | 0      |
| ago.-dic. 2017     | Egersund           | 2D                 | 1          | 0          | CN              | -               | -               | -                  | -                  | -                  | -          | -          | -          | 1      | 0      |
| 2018               | Gefle              | S                  | 10         | 0          | CS              | 0               | 0               | -                  | -                  | -                  | -          | -          | -          | 10     | 0      |
| 2019               | Gefle              | D1                 | 28         | 0          | CS              | 1               | 0               | -                  | -                  | -                  | -          | -          | -          | 29     | 0      |
| 2020               | Gefle              | E                  | 26         | 2          | CS              | 0               | 0               | -                  | -                  | -                  | -          | -          | -          | 26     | 2      |
| 2021               | Gefle              | E                  | 26         | 0          | CS              | 0               | 0               | -                  | -                  | -                  | -          | -          | -          | 26     | 0      |
| gen.-lug. 2022     | Gefle              | E                  | 13         | 3          | CS              | 0               | 0               | -                  | -                  | -                  | -          | -          | -          | 13     | 3      |
| Totale Gefle       | Totale Gefle       | Totale Gefle       | 68         | 8          |                 | 11              | 2               |                    | -                  | -                  |            | -          | -          | 79     | 10     |
| lug.-dic. 2022     | IFK Värnamo        | A                  | 9          | 0          | CS              | 1               | 0               | -                  | -                  | -                  | -          | -          | -          | 10     | 0      |
| 2023               | IFK Värnamo        | A                  | 14         | 1          | CS              | 1               | 0               | -                  | -                  | -                  | -          | -          | -          | 15     | 1      |
| Totale IFK Värnamo | Totale IFK Värnamo | Totale IFK Värnamo | 68         | 8          |                 | 11              | 2               |                    | -                  | -                  |            | -          | -          | 79     | 10     |
| Totale             | Totale             | Totale             | 76         | 11         |                 | 12              | 2               |                    | 7                  | 1                  |            | -          | -          | 95     | 14     |